# 上奥尔姆
上奥尔姆（德語：Ober-Olm，發音：[ˈoːbɐ ʔɔlm]）是德国莱茵兰-普法尔茨州美因茨-宾根县的市镇，面积17.08平方千米，2023年12月31日人口为4,541人。